# Stadsomroeper
Een stadsomroeper verkondigde vroeger het nieuws in de stad, toen er nog geen kranten bestonden. Hij bracht de bevolking op de hoogte van mededelingen van het stadsbestuur en van aanbiedingen van middenstanders.

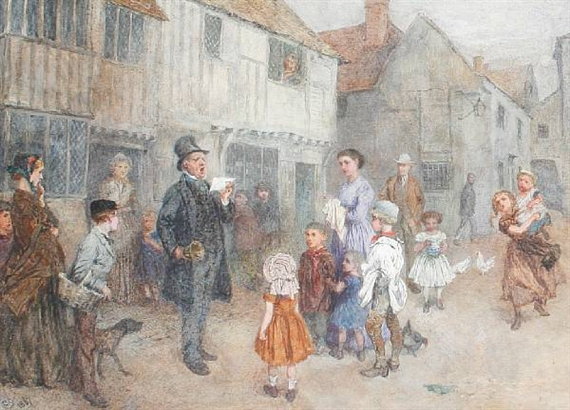
stadsomroeper (geschilderd door Charles Green, 1867)

## België
In België, onder meer in Gent, waren stadsomroepers actief. Ook kleinere gemeentes hadden in de vorige eeuwen stadsomroepers in dienst. Ze werden bellemannen genoemd. Met een bel maakten ze hun aanwezigheid bekend en daardoor kwamen de mensen naar buiten om te luisteren naar hun mededelingen. De belleman, een beroep dat was uitgestorven, werd weer in het leven geroepen door de pionier, Juliën Pauwels. Hij was belleman van de gemeente Drongen, maar door de fusie met Gent werd hij belleman van de stad Gent (Groot Gent). Het voorbeeldige werk van Juliën zorgde ervoor dat er in meerdere steden een belleman werd aangesteld. Er zijn momenteel 28 bellemannen lid van de "Gilde van de Bellemannen" en aangesteld door hun stad of gemeente in België.

### Actieve omroepers

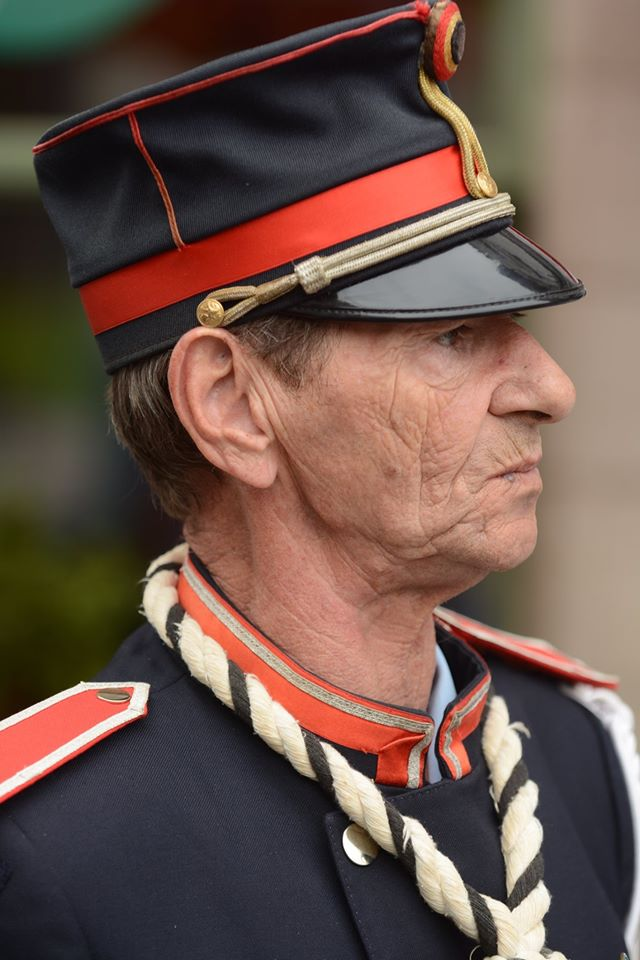
Jean-Pierre Van de Perre †2021, belleman van de stad Gent

#### Oost-Vlaanderen
Oost-Vlaanderen heeft 13 actieve stadsomroepers. Zowel in Gent (Drongen en Wondelgem) als in Lokeren (Lokeren en Daknam) zijn er telkens twee stadsomroepers actief. Gent houdt er zelfs nog een aparte belleman op na om de bellemanreus Juliën Pauwels te vergezellen wanneer hij op stap mag gaan. Verder zijn er nog bellemannen actief in Oudenaarde, Ninove, Assenede, Geraardsbergen, Lede, Temse, Deinze en Haaltert. Ook Baasrode, deelgemeente van Dendermonde, heeft sinds maart 2021 zijn eigen belleman.

#### West-Vlaanderen
West-Vlaanderen telt acht actieve stadsomroepers (in Ardooie, Kortrijk, Deerlijk, Zedelgem, Veurne, Waregem, Ledegem en Wervik). 

#### Limburg
Limburg heeft 3 actieve stadsomroepers (in Genk, Hasselt en Lummen).

#### Antwerpen
De provincie Antwerpen telt 2 actieve bellemannen, namelijk in Mechelen en Lier.

#### Vlaams Brabant
Vlaams-Brabant heeft 1 actieve belleman in Lennik.

## Kampioenschappen Belleman in België

### Tweede wereldkampioenschap doet Gent aan in 1989.
In België vindt, sinds 2005, elk jaar een Belgisch kampioenschap plaats. Maar in 1989 vond in Gent het tweede wereldkampioenschap plaats. Er waren 90 deelnemers in Gent samen met hun escortes. Een schouwspel van 180 personen zorgde ervoor dat het wereldkampioenschap in Gent nog steeds beschouwd wordt als een van de mooiste en beste wereldkampioenschappen. De winnaar in Gent was Trevor Heeks uit Engeland. De verschillende roepen werden op verschillende plaatsen gehouden in de stad. Er was één roep bij die vanaf de Graslei geroepen moest worden over de rivier, waar de jury aan de andere kant op de Korenlei post gevat had. Verder werden roepen gehouden op de Korenlei en het Sint Pietersplein.

### Belgisch kampioenschappen Bellemannen
Elk jaar is er een Belgisch Kampioenschap voor bellemannen. In 2019 werd Joris Goens uit Veurne voor de negende keer kampioen.
In Veurne werd het kampioenschap op 8 augustus 2021 gewonnen door Kurt De Smet (48) uit Oudenaarde.
Het Belgisch Kampioenschap op 7 september 2024 te Assenede werd gewonnen door Joris Goens Belleman van Veurne hij behaalde er zijn 12de titel. 
Het BK 2025 gaat door op 25 augustus te Lede.

## Nederland

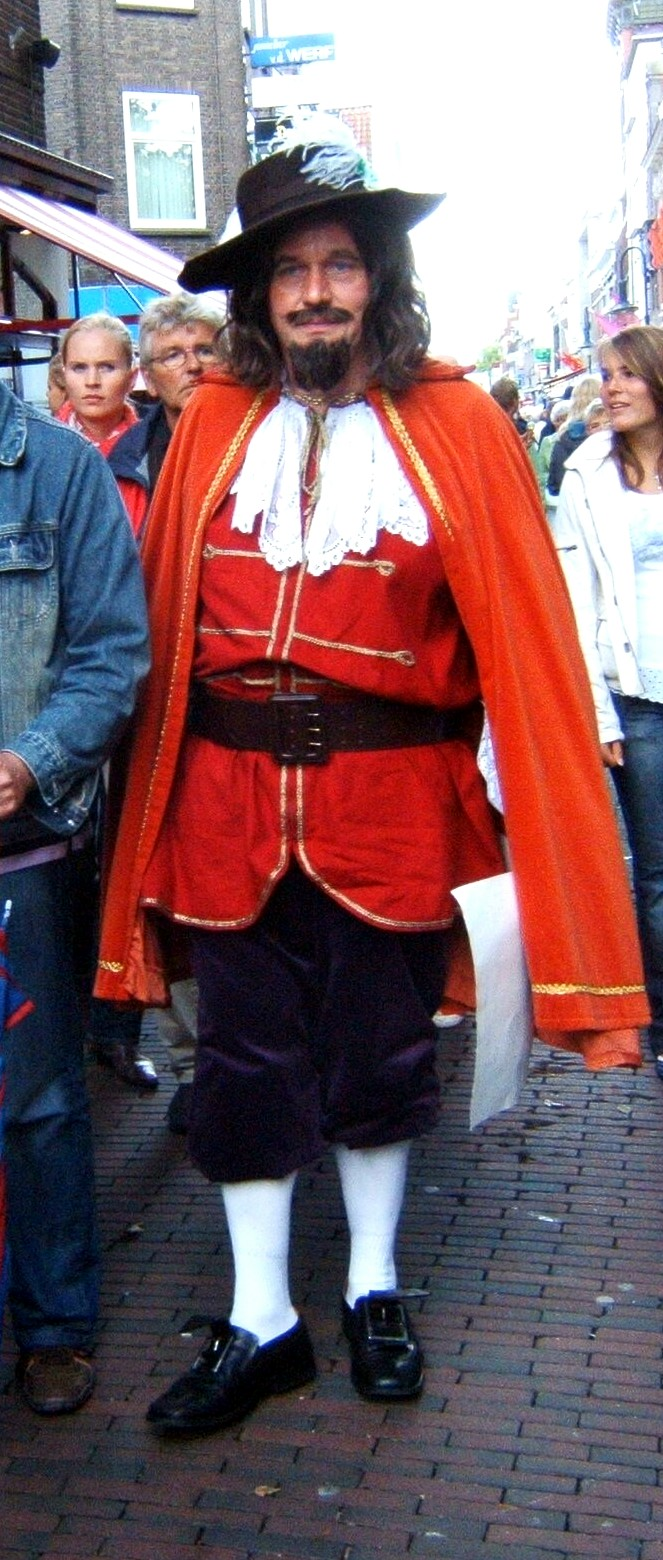
De stadsomroeper van Meppel in 2007

Er zijn in Nederland circa 26 stadsomroepers en dorpsomroepers actief, die zijn aangesloten bij het omroepersgilde Eerste Vereniging Stads- en Dorpsomroepers Nederland (E.V.S.D.O.N.). Een gedeelte van deze omroepers komt elkaar regelmatig tegen op concoursen in het land om te strijden om de titel Nederlands kampioen.
In 2010 won Henk Bijlsma uit Bolsward. Hij versloeg Hein de Roeper (Henk van den Nieuwenhuizen) uit Oisterwijk, die daarvoor vier keer achtereenvolgend Nederlands kampioen was.
In 2011 won Peter Vader uit Zwolle,
en in 2012 nam Henk van den Nieuwenhuizen revanche door voor de vijfde maal Nederlands kampioen te worden.

### Actieve omroepers

#### Groningen
In Appingedam is een stadsomroeper via een vrijwilligerscontract aangesteld via de lokale VVV.
In Winschoten is het gehele jaar een stadsomroeper aanwezig, Jan Veen. Bij onder meer de Groenmarkt in het Rosarium en bij Open Monumentendag is hij van de partij. Hij nam in 2017 de bel over van zijn vader, die wegens ziekte moest ophouden.

#### Drenthe
In Meppel is tijdens de zes Donderdag Meppeldagen in de zomervakantie een stadsomroeper in de binnenstad actief. Tot 2009 was dit zestien jaar lang Egon Zwikker.

#### Overijssel
In het Twentse Ootmarsum is een keer per jaar nog een stadsomroeper actief, op Paaszaterdag, als de stadsomroeper het halen van het paashout voor het paasvuur aankondigt. Henny Bodde heeft deze functie sinds 1978 van zijn vader overgenomen, in 2018 heeft hij deze overgedragen aan zijn zoon. Bij de functie hoort een zeer oude bel die geluid wordt om de oproep aan te kondigen.
Sinds 1995 is in Zwolle ook een stadsomroeper actief, Peter Vader. Hij is officieel benoemd door de toenmalige burgemeester Jan Franssen. Vader heeft meerdere concoursen gewonnen. Tijdens officiële gelegenheden is hij in de binnenstad te vinden. Bij het Hanzefestival 2009 werd de eerste jeugdstadsomroeper van Zwolle gekozen. Op 11 oktober 2011 werd hij gekozen tot de beste stadsomroeper van Nederland. Zo mocht hij zich een jaar lang noemen. In Zwolle bevindt zich een stadsomroepers- en dorpsomroepersmuseum in de gewelven onder Café de Gezelligheid.
In het oude Zuiderzeestadje Blokzijl is Fred Martens de stadsomroeper. Hij is tevens de gemeentelijke omroeper van de gemeente Steenwijkerland. Deze aanstelling heeft hij officieel gekregen van de toenmalige burgemeester Hajo Apotheker. Fred is de secretaris en medeoprichter van het onlangs opgerichte omroepersgilde D'n Ouwe Omroeper.

#### Noord-Brabant
Ravenstein heeft een eigen stadsomroeper, Gerard van Gelder. Bij diverse gelegenheden en feesten vervult hij een rol. Jaarlijks is in Ravenstein tijdens de braderie "Samen op de koffie" een groot stadsomroepersconcours waaraan een meerderheid van de Nederlandse omroepers deelneemt. De lokale krant de Omroeper is genoemd naar de boodschappers van vroeger.
In Haghorst, het ontginnersdorp langs het Wilhelminakanaal en deel uitmakend van de gemeente Hilvarenbeek, is dorpsomroeper Harry van Doormaal actief.
In Oisterwijk is de stadsomroeper Henk van den Nieuwenhuizen, alias Hein de Roeper. Henk is reeds vijfmaal Nederlands kampioen geweest (2006–2009 en 2012). Henk is tegenwoordig lid en medeoprichter van het onlangs opgerichte omroepersgilde D'n Ouwe Omroeper.

#### Gelderland
Sinds 1997 is dorpsomroeper Theo Tankink actief, in eerste instantie in het dorpje Keijenborg en nu in Winterswijk. Hij noemt zich dan ook “Omroeper van de Achterhoek”. Hij treedt veel op als omroeper in combinatie met zijn rol als presentator en heeft in die hoedanigheid zowel in Nederland, België, Duitsland alsook op Curaçao opgetreden.
In 2016 was hij te zien bij TV Gelderland als vast onderdeel van de serie Een wagen vol verhalen.
In Alphen aan de Maas (gemeente West Maas en Waal) is Peer Witzel de dorpsomroeper. Regelmatig gaat hij op pad om festiviteiten, verjaardagen of andere berichten in het dorp en het land bekend te maken. Peer is tweemaal Nederlands kampioen geweest, in 1993 en in 1998. Peer is voorzitter en medeoprichter van het nieuwe omroepersgilde D'n Ouwe Omroeper.
In de vestingstad Elburg is Marcel Vlieger stadsomroeper. Een jaarlijks hoogtepunt is Bockbierdag waar hij bij elke horecagelegenheid bij het aanslaan van het vat vanaf een paardenkar een omschrijving van het bier geeft.

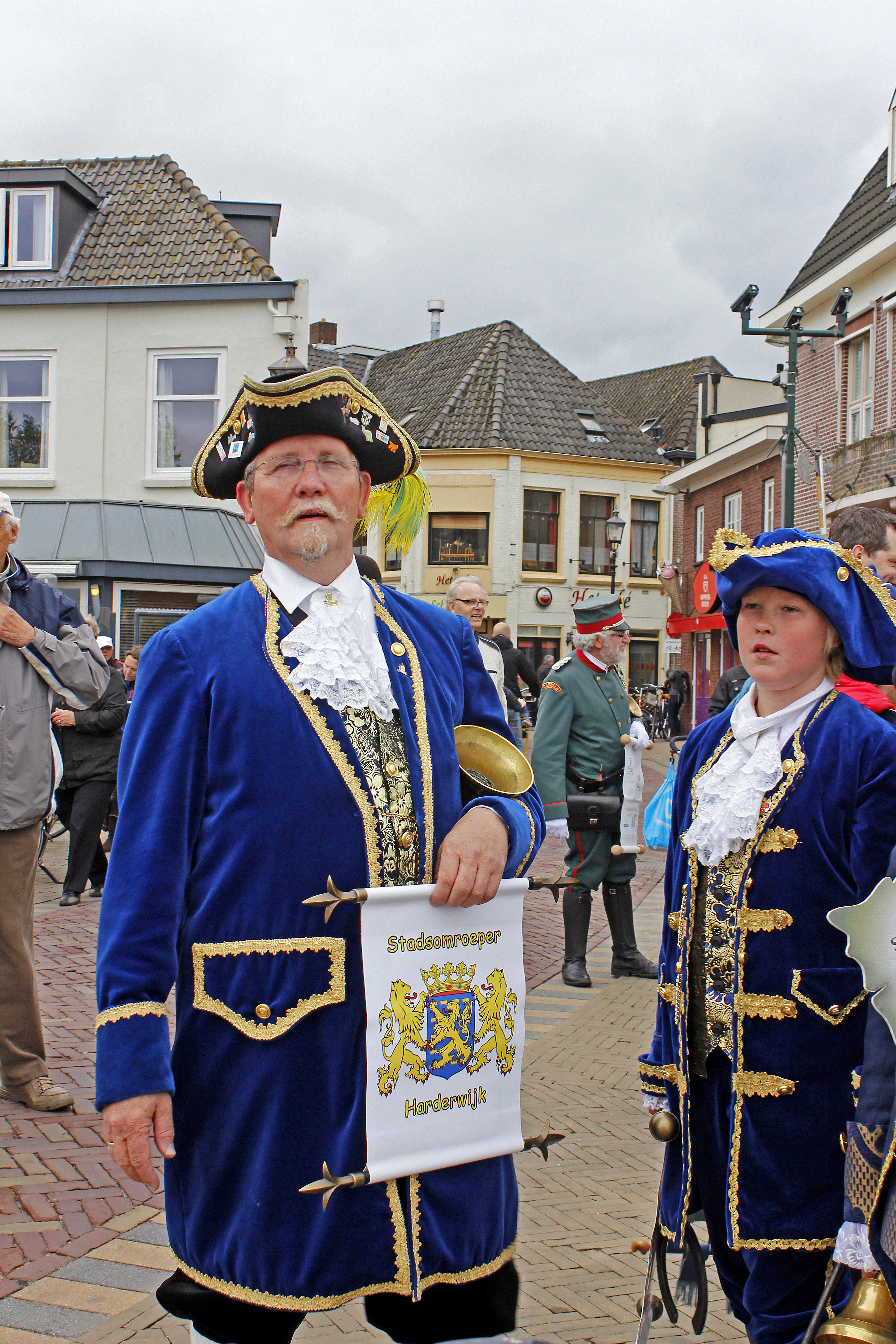
Stadsomroeper Harderwijk anno 2013

In de stad Harderwijk is Cas Hofstee de stadsomroeper sinds 2017. Hij is de promotor van de stad die sinds 1965 geen stadsomroeper meer kende. Voorgangers van Cas zijn Frans van den Bos en Hendrikus Hoeve, een bekende soepkoker.

#### Zuid-Holland
Darja de Caluwé uit Dordrecht is de eerste vrouwelijke stadsomroeper van Nederland.
In Capelle aan den IJssel is Lydia van de Ruit de stadsomroepster.
In Vlaardingen loopt Peter de Jong als stadsomroeper door de straten.
Roy Grünewald werd in april 2016 geïnstalleerd als stadsomroeper van Gorinchem.

#### Friesland
Sinds 2007 is ook in de Hanzestad Bolsward het gehele jaar door een stadsomroeper actief. Omroeper Henk Bijlsma doet regelmatig mee aan concoursen. In 2009 was hij tweede achter Henk van den Nieuwenhuizen. In 2010 werd Henk Bijlsma Nederlands kampioen. In 2011 werd hij derde, en in 2012 weer tweede. Henk Bijlsma is actief op diverse evenementen en bijzondere gelegenheden.
In Oosterend (Easterein) heeft Siebe van der Meulen sinds 1979 de taak als dorpsomroeper. Hij is de enige nog levende oprichter van de E.V.S.D.O.N. Nu is hij lid en medeoprichter van het onlangs opgerichte omroepersgilde D'n Ouwe Omroeper.
In Sneek is nog altijd een stadsomroeper actief. Sinds 2011 wordt deze functie uitgeoefend door Jan Sjoerd de Vries.
Ook de stad IJlst heeft sinds 1989 een stadsomroeper; zijn naam is Harmen de Vries en hij is de vader van de Stadsomroeper van Sneek.
Op Schiermonnikoog worden de belangrijke mededelingen gedaan door de dorpsomroeper Ivo Leonard Prins. Al luidend met de bel doet hij zijn rondes over het eiland en begint de aankondiging in het Schiermonnikoogs dialect: “Hest' it heersd, hest’ it heersd!”.

#### Zeeland
Marco van Avermaete is de stadsomroeper en ambassadeur van de Zeeuwse mosselstad Philippine. Hij doet sinds 2008 mee aan concoursen en ging tweemaal naar Amerika. In Middelburg is sinds 2015 Rinie Vaane de stadsomroeper. In augustus 2023 werd Vaane, na een concours in Kampen, uitgeroepen tot beste stadsomroeper van Nederland, België en Duitsland. In Sluis was tot 2018 Cees Blaeke de stadsomroeper en hij vervulde deze taak meer dan 70 jaar.